# Márcio-André
Márcio-André de Sousa Haz (Río de Janeiro, 2 de marzo de 1978) es un escritor, traductor y editor brasileño.

## Biografía
Es graduado en Letras y máster en poética por la Universidad Federal de Río de Janeiro. En 2008, recibió la Bolsa Fundación Biblioteca Nacional, por el libro de ensayos Poética das Casas y, en 2009, fue poeta en residencia en Monsanto, Portugal. Dio cursos de formación avanzada en escritura creativa y poesía sonora en la Universidad de Coímbra y de teoría literaria en la Universidad Federal de Río de Janeiro, además de incontables talleres de poesía sonora en escuelas secundarias de Portugal.
En 2007, apareció en las páginas de los periódicos al hacer una “conferencia” suicida en la ciudad fantasma de Chernobyl. En esta su performance de un hombre sólo (que llamó de “Conferencia Poético-Radioativa de  Pripyat) Márcio-André permaneció seis horas leyendo sus poemas en medios a los escombros de la ciudad abandonada de Pripyat (Chernobyl), en la llamada Zona de Exclusión, corriendo deliberadamente riesgo de contaminación radioativa por césio 137 y estroncio 90. Después del evento, recibió el apodo de “primer poeta radioactivo del mundo”. Esa performance resultó en el libro Ensaios Radioativos, donde él describe la experiencia de la contaminación.
Colabora con periódicos como O Globo y el Jornal do Brasil y es articulista del cuaderno Pensar, del Estado de Minas. Es también traductor de Gilles Ivain, Serge Pey, Ghérasim Luca, Mathieu Bénézet, Paul Valéry y Hagiwara Sakutaro.

## Literatura
Participante de la llamada “Generación 00”, Márcio-André ha sido considerado uno de los más relevantes poetas de las nuevas generaciones en Brasil y uno de los más polémicos ensayistas de la actualidad. Con tres libros publicados, fue editor-jefe de la revista binacional (Brasil/Portugal) de arte y literatura Confraria (ISSN 1808-6276) y fundador, al lado de Victor Paes y Karinna Gulias, de  Confraria do Vento. Participó de varias ediciones del CEP 20.000 (Centro de Experimentación Poética) y fue ideador, junto con el poeta Guilherme Zarvos, del website Cepensamento.
Ha hecho lecturas en el Encuentro Internacional de Poetas de la Universidad de Coímbra(Portugal), en el Marché de la Poésie (Francia), en el Encuentros de Interrogación (Argentina) y en muchos otros eventos nacionales, como Balada Literaria, Rave Cultural, Cartografía Web Literaria, Flip, Forum das Letras, Flap, Festipoa y otros. Sus poemas están traducidos y publicados en español, francés, inglés, italiano, finlandés, holandés y catalán.
Sus libros ha inspirado los más diversos estudios académicos, tales como la investigación de Ronaldo Ferrito, en la UFRJ, y el proyecto Pólis Mínima, de Laurie Cristine Tavares. Su poema “O objeto” dio origen a una pieza coral del compositor Jean-Pierre Caron, recientemente presentada en Bogotá, y su libro Intradoxos está siendo adaptado para el cine por la cineasta Paula Gaitán.

## Performance y poesía sonora
Artista multimedia, Márcio-André desarrolla su investigación en el área de la poesía sonora y de la música hablada. Hizo presentaciones en París, Londres, Buenos Aires, Lisboa, São Paulo, Recife, Río de Janeiro, Porto Alegre y otras ciudad, además de piezas experimentales para teatro y cortas-metragens. Entre 2004 y 2007, coordinó el grupo “Arranjos para Assobio”, de texturas poéticas y realidades experimentales, atrelado a proyecto de investigación sonora en la UFRJ, bajo orientación académica del filósofo Manuel Antônio de Castro. En 2009, hizo performance con el poeta americano, fundador de la L=A=N=G=U=A=G=Y Poetry, Bruce Andrews.
En sus performances, Márcio-André utiliza el ordenador para procesar, en tiempo real, timbres percusivos y armónicos extraídos del violín y de la voz. A partir de ese procesamiento, de la creación de texturas y de la grabación en loop, él solapa capas sonoras y vocales hasta crear una masa uniforme de textos y timbres. En sus piezas son notables las influencias del noisy, de la música minimalista y de la música oriental, sobre todo por el uso de cantos tibetanos y de modos del teatro en él. Él se vale, también, de proyecciones abstractas, videodanzas o vídeos en loop proyectados sobre el escenario e incorpora diversos elementos escénicos en las presentaciones.